# Morte di lunedì
Cant’ trust tat day…
Mentre in testa mi risuonavano le note della canzone dei The Mamas and the Papas, nell’angusto seminterrato in cui mi trovavo i colpi di una pistola.
Un istante dopo alzai lo sguardo e vidi una massa informe di ossa, visceri e muscoli spiaccicata alla base di una parete a meno di un metro da me.
Sentii qualche goccia calda colarmi sulla guancia e subito la asciugai con la mano coperta da un guanto di gomma.
Senza alzarmi da terra mi voltai.
“Assez!” Basta!»
(Incipit di Morte di lunedì)
Morte di lunedì è il settimo libro delle avventure dell'antropologa forense Temperance Brennan, ideata dalla scrittrice statunitense Kathy Reichs e scritto nel 2004.

## Trama
Temperance Brennan si trova a Montréal, Canada, per prendere parte come teste al processo "Pétit", ma le viene imposto dal suo capo, il Dottor LaManche, di occuparsi anche del ritrovamento di alcune ossa nel sotterraneo di una pizzeria. Dopo averle analizzate ed aver scoperto che sono resti umani recenti, nello specifico di tre giovani donne, e non fossili, iniziano le indagini.
Contemporaneamente ad esse, Tempe ha a che fare con le sue vicende personali. Apprende da Charbonneau che Ryan, il bel tenente dagli occhi azzurri di cui è innamorata, è stato visto in compagnia di una donna molto giovane e bella ed, oltre ad essere affranta e sconfortata per questo, ci sono la lontananza dalla figlia Katy e la repentina visita della sua amica Anne, in piena crisi matrimoniale, a renderla molto tesa. In particolare, l'improvvisa decisione di quest'ultima di andarsene, lasciando solo un biglietto senza alcuna spiegazione o recapito, caricherà di tensione Tempe. Tensione che va ad aggiungersi a quella derivata dal caso a cui sta lavorando. I risultati dei test scientifici ordinati od eseguiti dalla Brennan, uniti alle risposte investigative, condurranno verso una realtà inquietante: in un edificio abbandonato nella periferia di Montréal, a Pointe-Sant Charles, un uomo, Neal Wesley Catts, che ha assunto l'identità di Stephen Ménard, suo conoscente e sosia, dopo averlo ucciso anni addietro, torturava e teneva in prigionia delle giovani ragazze. Quando Temperance e gli agenti riescono ad ottenere il mandato dal giudice e ad introdursi nell'edificio, trovano l'aguzzino privo di vita e, nel seminterrato, due ragazze nude ed incatenate e circondate da vari oggetti di tortura. Una delle due è Anique Pomerleau, vista durante il primo sopralluogo in quel luogo e durante il colloquio della Brenna e Ryan con il presunto Ménard. Dopo averle liberate, le fanno ricoverare all'ospedale, ma qualche giorno dopo scappano. Temperance è nel suo studio che cerca di studiare qualche articolo di giornale, qualche documento scientifico ed i video girati da Catts, per trovare ulteriori spiegazioni, quando riceve la telefonata di Anique, che le chiede di presentarsi all'edificio abbandonato di Rue de Sébastopol da sola. Proprio quando la protagonista è indecisa su come agire, squilla nuovamente il telefono e dall'altro capo c'è Anne, la sua amica. Dopo averla recuperata presso un convento vicino all'Istituto, le due si dirigono a Pointe-Sant Charles. Scopriranno a loro spese, che la telefonata di Anique era una trappola. La ragazza è affetta dalla Sindrome di Stoccolma e dopo vari anni di prigionia, aveva iniziato a partecipare attivamente alle torture nei confronti delle ragazze che Catts rapiva. Solo l'arrivo di Ryan e degli altri agenti riesce ad evitare che Tempe e la sua amica Anne, finiscano bruciate vive nell'edificio di Rue de Sèbastopol. Qualche giorno dopo, Anne decide di tornare dal marito e l'agente della SUQ si presenta a casa di Tempe con la giovane donna con cui era stato visto dai suoi colleghi. Brennan apre la porta stizzita ed irritata, ma quando Ryan le presenterà Lily, sua figlia, tutto prenderà una piega diversa.

## Personaggi
- Temperance Brennan: protagonista ed antropologa forense;
- Andrew Ryan: tenente della Section de Crimes contre la Personne della SUQ (Sûreté du Quebec);
- Marc Bergeron: dentista forense;
- Pierre LaManche: direttore dell'Istituto di Medicina legale di Montréal;
- Luc Claudel: tenente della CUM (Communauté Urbaine de Montréal);
- Marc Charbonneau: collega di Claudel;
- Anne: amica di Temperance;
- Katy: figlia della protagonista.

## Narrazione
Il romanzo è narrato in prima persona dalla protagonista e vi è un intreccio tra descrizioni scientifiche delle procedure utilizzate, la narrazione degli eventi, dei contesti e dei personaggi ed infine le sensazioni e le emozioni delladottoressa.

## Edizioni
- Kathy Reichs, Morte di lunedì, traduzione di A. E. Giagheddu, Bur narrativa, Rizzoli, 2005,  p. 416, ISBN 978-88-17-00640-8.